# Ixora fulgida
Ixora fulgida är en måreväxtart som beskrevs av Henry Nicholas Ridley. Ixora fulgida ingår i släktet Ixora och familjen måreväxter. Inga underarter finns listade i Catalogue of Life.